# 담양 전씨
담양 전씨(潭陽 田氏)는 대한민국의 전라남도 담양군을 본관으로 하는, 한국의 성씨 관향이다.
이 성씨의 시조는 고려 의종 때 좌복야(左僕射)를 거쳐, 참지정사(參知政事)를 지낸 전득시(田得時)라는 인물이다.

## 역사
담양전씨(潭陽田氏)의 시조 전득시(田得時)는 고려 때 전라도 담양(潭陽)에서 대대로 오랫동안 살아온 향리의 아들이다. 그는 고려 중엽 때 전라도 담양에서 출생하고, 학행(學行)으로 천거된 이후 수년이 지나 명경과(明經科)에도 급제하면서 고려 의종 때 좌복야(左僕射), 참지정사(參知政事)등을 역임하고 담양군(潭陽君)에 봉해졌다. 후손들이 담양을 본관으로 삼아 세계를 이어오고 있다.
또한 담양 전씨의 후손인 전구주(田九疇)도 1516년(중종 11)에 식년문과를 병과(丙科)로 급제하여, 1518년(중종 13)에 조광조(趙光祖)의 건의로 세워진 현량과(賢良科)에서도 합격자를 심사하는 과정의 시관으로도 참가했다.

## 분파
전득시의 6세손 전희경(田希慶)의 아들 전록생(田祿生, 전녹생)은 야은공파(野隱公派), 전귀생(田貴生)은 뇌은공파(牢隱公派), 전조생(田祖生)은 경은공파(耕隱公派)로 계파가 나뉘게 되었다.
전득시의 8세손인 전가식(田可植)을 시조로 하는 연안 전씨, 전조생의 7세손인 전균(田畇)을 시조로 하는 하음 전씨, 고양 전씨, 전실(田實)을 시조로 하는 예산 전씨,남원, 우봉, 개성 등은 담양 전씨에서 분파되었다. 담양 전씨 대동보에는 함께 등재하고 있다.

## 본관
담양(潭陽)은 전라남도 북부에 위치하는 지명으로 현재 담양은 조선시대의 담양도호부(潭陽都護府)와 창평현(昌平縣)을 1914년에 병합한 지역이다. 봉산면 · 무정면 이북지역은 대체로 옛 담양도호부 영역이고, 창평면 · 고서면 · 대덕면 · 남면 · 수북면 등 남부는 옛 창평현 지역에 해당한다. 백제의 추자혜군(秋子兮郡)이었던 것을 신라 경덕왕이 추성군(秋成郡)으로 고쳤고, 995년(고려 성종 14)에는 담주도단련사(潭州都團練使)를 두었다가, 1018년(현종 9) 도단련사를 폐지하였고, 담양군으로 개편하여 나주(羅州)에 편입시켰다.
1172년(명종 2)에는 감무(監務)를 두었고, 1391년(공양왕 3)에는 원율현(原栗縣 : 담양군 금성면 원율리 일대)을 병합하였다. 1395년(태조 4) 군으로 승격하였고, 1399년(정종 1)에 부(府)로 다시 승격하였으며, 1413년(태종 13)에 담주에서 담양으로 개칭되어 도호부(都護府)가 되었으나, 1728년(영조 4)에 현(縣)으로 강등되었다.
1895년(고종 32) 지역지방제도 개정으로 담양군이 되어 남원부(南原府)의 관할하에 있었으며, 1905년(광무 9)에 담양부를 담양군으로 고쳤고, 1908년(순종 2)에 폐지된 옥과군 일부가 담양군에 편입되었다.

## 항렬표
- 야은파

| 25세   | 26세     | 27세   | 28세     | 29세   | 30세     | 31세   | 32세     | 33세   | 34세     | 35세   | 36세     | 37세   | 38세     | 39세   | 40세     | 41세   | 42세     |
| ------ | -------- | ------ | -------- | ------ | -------- | ------ | -------- | ------ | -------- | ------ | -------- | ------ | -------- | ------ | -------- | ------ | -------- |
| 일(鎰) | 口기(淇) | 계(桂) | 口희(熙) | 준(埈) | 口수(銖) | 호(浩) | 口식(植) | 병(炳) | 口곤(坤) | 호(鎬) | 口구(求) | 상(相) | 口열(烈) | 기(基) | 口종(鍾) | 근(根) | 口형(炯) |

- 뇌은파, 정선파, 선산파

| 25세     | 26세          | 27세              | 28세          | 29세              | 30세          | 31세              | 32세          | 33세              | 34세          | 35세              | 36세          | 37세              | 38세          | 39세              | 40세          | 41세     | 42세   | 43세     |
| -------- | ------------- | ----------------- | ------------- | ----------------- | ------------- | ----------------- | ------------- | ----------------- | ------------- | ----------------- | ------------- | ----------------- | ------------- | ----------------- | ------------- | -------- | ------ | -------- |
| 口진(鎭) | 영(泳) 광(光) | 口근(根) 口규(圭) | 병(炳) 석(錫) | 口균(均) 口태(泰) | 종(鍾) 상(相) | 口태(泰) 口용(容) | 계(桂) 희(喜) | 口환(煥) 口진(鎭) | 재(在) 수(洙) | 口석(錫) 口병(柄) | 홍(洪) 환(煥) | 口식(植) 口재(在) | 희(熙) 호(鎬) | 口기(基) 口원(源) | 호(鎬) 식(植) | 口경(炅) | 배(培) | 口종(鍾) |

- 경은파

| 26세   | 27세              | 28세          | 29세              | 30세          | 31세              | 32세          | 33세              | 34세          | 35세              | 36세          | 37세              | 38세          | 39세              | 40세          | 41세              | 42세          | 43세              | 44세          | 45세              | 46세          | 47세     |
| ------ | ----------------- | ------------- | ----------------- | ------------- | ----------------- | ------------- | ----------------- | ------------- | ----------------- | ------------- | ----------------- | ------------- | ----------------- | ------------- | ----------------- | ------------- | ----------------- | ------------- | ----------------- | ------------- | -------- |
| 용(溶) | 口수(秀) 口휘(煇) | 병(炳) 필(弼) | 口배(培) 口무(戊) | 종(鍾) 강(康) | 口호(浩) 口서(舒) | 정(楨) 구(九) | 口덕(悳) 口행(行) | 치(致) 범(範) | 口회(會) 口재(宰) | 락(洛) 규(揆) | 口빈(彬) 口동(東) | 노(魯) 사(師) | 口재(在) 口성(盛) | 탁(鐸) 당(唐) | 口제(濟) 口완(琬) | 계(桂) 관(寬) | 口휴(烋) 口술(術) | 기(紀) 재(載) | 口달(達) 口현(鉉) | 수(洙) 등(登) | 口업(業) |

## 조선 왕실과의 인척 관계
- 연산군후궁 숙용 전씨
- 연안부부인 전씨(延安府夫人田氏) - 성암 전좌명(田佐命)의 딸이며 영원부원군(鈴原府院君) 윤호(尹壕)의 아내로서 성종의 계비인 정현왕후(貞顯王后)의 어머니이고 중종의 외할머니이다. 딸인 정현왕후는 숙의 윤씨로 있다가 성종의 비가 되었고 뒤에 중종으로 즉위한 진성대군(晉成大君)을 낳았다.  대군이 왕위에 오르자 전씨(田氏)는 외명부 정1품의 위계인 부부인의 작위를 받았다.

## 과거 급제자
담양 전씨는 조선시대 문과 급제자 12명을 배출하였다. 최근 담양 전씨 대동보에 합본된 남원, 고양, 우봉, 개성, 의령, 연안, 행주, 임천, 수안, 과천 등의 본관까지 합하면 23명의 문과 급제자가 있다.
고려 문과
전록생(田祿生) 전자수(田子壽)
문과
전가식(田可植) 전구주(田九疇) 전규풍(田圭豊) 전벽(田闢) 전빈(田馪) 전석원(田錫元) 전속(田 香+束) 전시우(田時雨) 전예(田藝) 전위(田煒) 전재오(田栽五) 전흡(田闟) 전여림(田汝霖) 전건하(田健夏) 전광옥(田光玉) 전대년(田大年) 전대방(田大方) 전응룡(田應龍) 전제광(田霽光) 전제현(田齊賢) 전처경(田處坰) 전현룡(田見龍) 전호민(田皞民)
무과
전광술(田光述) 전광회(田光晦) 전광훈(田光勳) 전귀현(田貴玄) 전녹부(田祿富) 전대수(田大穗) 전덕현(田德顯) 전뒤씨(田後種) 전만창(田萬昌) 전문현(田文顯) 전보천(田輔天) 전색(田穡) 전시박(田始愽) 전시성(田始盛) 전시우(田時雨) 전시원(田始元) 전신득(田信得) 전양추(田穰秋) 전우룡(田遇龍) 전우성(田遇聖) 전유양(田有穰) 전융석(田隆碩) 전은상(田殷祥) 전의남(田義男) 전인휴(田仁畦) 전창제(田昌齊) 전천상(田天祥) 전태경(田泰慶) 전협(田浹) 전확(田穫)
생원시
전광훈(田光勳) 전구주(田九疇) 전기문(田起門) 전기연(田耆然) 전담(田𩡝) 전동락(田東洛) 전만성(田晩成) 전빈(田馪) 전빈(田霦) 전상원(田相元)전선명(田善鳴) 전속(田 香+束) 전여림(田汝霖) 전용관(田用灌) 전유룡(田有龍) 전유직(田有稷) 전응열(田應說)전응정(田應井) 전응주(田應周)전이로(田以魯) 전재풍(田載豊) 전정추(田正秋) 전제광(田霽光) 전처경(田處坰) 전집(田) 전필(田馝) 전현룡(田見龍) 전흡(田洽) 전흡(田闟)
진사시
전계대(田啓大) 전구원(田九畹) 전규추(田圭秋) 전대년(田大年) 전대년(田大年) 전대방(田大方) 전문우(田文禹) 전승개(田承漑) 전승우(田承雨) 전여림(田汝霖)전용하(田龍夏) 전익규(田益奎) 전위(田煒) 전의현(田義顯) 전일량(田一良) 전현룡(田見龍) 전호우(田好雨)

## 집성촌
- 전라남도 장성군
- 전라남도 고흥군
- 전라북도 부안군 부안읍 선은리
- 전라북도 군산시 신관동
- 충청남도 논산시 은진면 내동리
- 충청남도 홍성군
- 경상남도 의령군
- 충청남도 당진시 순성면